# 芦田甚之助
芦田 甚之助（あしだ じんのすけ、1934年1月13日 - 2011年11月10日）は、日本の労働運動家。日本労働組合総連合会（連合）2代目会長。後に連合顧問、日弁連法務研究財団理事を務めた。勲位・勲等は従三位旭日大綬章。

## 略歴
新潟県出身。1956年3月、早稲田大学教育学部社会学科を卒業後、ゼンセン同盟に入局。入局後は各県支部長、同局書記長などを歴任し、1988年に同会長、友愛会議議長に就任。
1994年10月に、山岸章の後を受けて第2代連合会長に就任し、1997年10月に至るまで同職を務めた。他に政府の対外経済協力審議会委員、行政改革会議委員、法制審議会委員を歴任。
2005年11月に旭日大綬章を授与される。
2011年11月10日、急性心不全のため東京都杉並区の病院で死去。77歳没。没日付で従三位に叙せられた。